# Eastborough
Eastborough är en ort i Sedgwick County i Kansas. Vid 2010 års folkräkning hade Eastborough 773 invånare.